# Пио Монте дела Мизерикордия
„Пио Монте дела Мизерикордия“ (на италиански: Pio Monte della Misericordia – „Благочестив връх на милосърдието“) е името на светска благотворителна организация в Неапол, Италия (сред най-старите и най-активните в града) и на нейната монументална сграда.
В сградата се помещава едноименна църква от XVII век (в която се намират платното „Седемте милосърдни дела“ на Караваджо и други престижни картини на неаполитански художници от същия век, завършили Неаполитанското художествено училище), както и (от 2005 г.) картинна галерия „Пио Монте дела Мизерикордия“ с експонати от картини на известни художници, дарени на благотворителната организация от самите автори или от богати фамилии, която се нарежда сред най-важните частни колекции в Италия.

## История

### Основаване и статут (начало на XVII век)
В периода на Контрареформацията е създадена благотворителната организация „Пио Монте дела Мизерикордия“, по волята на група от седем млади благородници, съставена от Чезаре Серсале, Джован Андреа Гамбакорта, Джироламо Лани, Асторджо Аниес, Джован Батиста д'Алесандро, Джован Винченцо Пишчели и Джовани Батиста Мансо, които през 1601 г. посещават всеки петък Болницата на нелечимите, за да носят благотворително храна на болните. С течение на времето се увеличават благотворителните работи, както и даренията, като се натрупва и значителен капитал, който възлиза на 6328 дуката. Поради тази причина през 1602 г. се основава благотворителната организация занимаваща се с подпомагане на бедните, подпомагане на болните, погасяване дълговете на крайно бедните и да дават подслон на поклонниците. През 1603 г. статутът на Пио Монте е изготвен и одобрен на първо място от вицекраля Джовани Алфонсо Пиметел де Херера през 1604 г., а след това през 1605 и от папа Павел V.
Уставът регулира механизмите за контрол, управление на средствата и избор на управители на институцията от повече от четиристотин години. Той се състои от 33 глави представляващи т. нар. „Капитулации“, като от самото начало финансирането е само от миряни. Доброто управление е гарантирано чрез шестмесечната ротация на седем управителя, участващи в различни дейности, за да се гарантира максимална коректност при използване на средствата. Те се срещат два пъти седмично в залата за изслушване, за да определят задачите и как да организират дейностите, които трябва да бъдат извършени. Стаята се състои от седемстранна маса, където във всеки сегмент е инкрустирана фразата „Всички народи ще дойдат при него“ и дело на милосърдие, което се пада на управителя, който седи в тази част на масата и трябва да поеме отговорността то да бъде изпълнено. Според добре дефиниран механизъм на ротация от шест месеца, всеки от избраните губернатори на шест месеца поема нова дейност на благотворителност, докато премине всички седем дейности, като на първия избран се възлага задачата да посети болните след шест месеца, да погребе мъртвите, да посещава затворниците, да изкупва дълговете, да помага на бедните, да осигурява подслон на поклонниците и накрая последната очаквана длъжност е да управлява капитала на Пио Монте.
Седемте губернатори произлизат от средите на неаполитанската аристокрация и са на възраст над 25 години, също така са избирани на всеки три години и половина. Назначаването на седемте губернатори се провежда чрез механизъм за гласуване, който включва хунта, съставена от около осемдесет членове на възраст над 18 години, винаги избирани със специални механизми, установени от устава на организацията.

### Първо седалище на управата на „Пио Монте“
Първото седалище на управата на „Пио монте“ е малка църква дело на архитекта Джован Джакомо ди Конфорто, построена през 1607 – 1621. Поръчките за всички картини, които украсяват интериора на църквата датират от същия период. От запазен документ се разбира, че през 1607 г. са изплатени 400 дуката на Караваджо за изпълнението на картината „Седемте милосърдни дела“, рисувана за църковния презвитерий и първа от картините рисувани за църквата.
Платното на Караваджо удовлетворява до такава степен управителите на „Пио Монте“, че през 1613 г. същите прилагат първото условие към картината, никога да не се изнася или мести от църквата, както и забрана за евентуална продажба. Впоследствие се издава забрана за възпроизвеждане и копиране на картината.
Картините на другите олтари са поръчани на художници. На художника Джован Винченцо да Форли, между 1607 и 1608 г., е поръчана картината „Добрият самарянин“. На Джовани Бальоне „Преместването на Христос“ е поръчана през 1608 г. През 1611 г. на Фабрицио Сантафеде е поръчана картината „Свети Петър възкресява Тавита“, а през 1612 г. и картината „Христос в къщата на Марта и Мария“. На Батистело Карачоло през 1615 г. е възложено изпълнението на картината „Освобождаването на Свети Петър“. Последна е картината на Джовани Бернардино Азолино от 1626 – 1630, изобразяваща „Свети Павел освобождава роба“.
Въпреки че организацията е със светски идеологии, „Пио Монте“ от основаването си поддържа връзка с йезуитите, за които биват разпределяни на няколко пъти средства за изграждане на различни сгради, които са под тяхно управление. През цялото второ десетилетие на седемнадесети век, въпреки разходите, направени за изграждане на централата на „Пио Монте“ в Неапол, организацията е особено активна при осъществяване на планираните дейности, като например на остров Иския е построен хоспис, който може да побере годишно до 300 нуждаещи се.

### Ново седалище на управата на „Пио Монте“
През 1653 г. църквата на сградата е разрушена, за да бъде изцяло изградена на ново. През 1658 до 1678 г. комплексът става недостатъчен за нарастващите нужди на организацията е реорганизиран в по-голяма сграда, благодарение и на закупуването на около 10 съседни сгради. От първата църква няма свидетелство, от което е възможно да се разбере каква е нейната форма и архитектура.
След като архитект Козимо Фандзаго отказва да се заеме с новото строителство, работата по изграждане на църквата и комплекса се предоставя на архитект Франческо Антонио Пикиати. Видът в който виждаме днес комплекса на Пио Монте дела Мизерикордия е същия изграден от Пикиати.
Междувременно през 1666 г. работите по купола на църквата завършват, като през същата година скулптурите на външния портик са поръчани на Андреа Фалконе, тъй като Джовани Лоренцо Бернини, отказва поръчката заради други ангажименти, направени по-рано. Между 1668 и 1671 г. Андреа Фалконе с помощта на Пиетро Пелича, завършва в църквата и двата съда за света вода, балюстрадите, мраморните олтари и други декоративни елементи на вътрешните параклиси. От 1671 също датира картината „Преместването на Христос (Джордано)“ поръчана на Лука Джордано, с цел да се замени тази на Джовани Бальоне, която след това е преместена в помещенията на сградата. През 1674 г. към поръчката на Андреа Фалконе са добавени за изработване още четири скулптури, които да бъдат поставени в църквата. Поради смъртта на скулптора е завършена само статуята на пророка Дейвид през 1675 г., която е поставена на монументалното стълбище, водещо до стаите на първия етаж на комплекса.
Между 1678 и 1680 г., Бонавентура Прести, ученик на Пикиати, е извикан в сградата, за да завърши стаите на третия етаж.

### Дейност от XVIII век до днес
В началото на 18 век и до 1720 г. сградата е реставрирана под ръководството от Джовани Батиста Мани. Други ремонти по сградата се извършват през 1763 г.
През 1782 г. художникът Франческо де Мура дарява на организацията 180 от своите картини, с желание да бъдат продадени на търг, за да се помогне на „Пио Монте“ да се справи с дейностите по оказване на помощ. От дарените платна до наши дни достигат само 33, запазени в картинната галерия. През 1914 г., „Пио Монте“ издава абсолютна забрана за продажба на принадлежащите на организацията произведения на изкуството, а през 1973 г. по желание на тогавашния управител на институцията Томазо Леонети, граф на Санто Яни, бива създадена картинна галерия.
През 2005 г. е създадена Картинна галерия „Пио Монте дела Мизерикордия“, в която църквата и залите на първия етаж на сградата са изложбена площ, организирана за излагане на някои архивни документи и картинната колекция на организацията.

## План на комплекса „Пио Монте дела Мизерикордия“
1. „Алегория“, статуя, Андреа Фалконе 1666 г.
2. Вход към църквата „Пио Монте дела Мизерикордия“
3. „Мадоната на Мизерикордия“, статуя, Андреа Фалконе 1666 г.
4. Вход към комплекса Пио Монте дела Мизерикордия
5. „Алегория“, статуя, Андреа Фалконе 1666 г.
6. „Христос и прелюбодейката“, картина, Лука Джордано
7. „Освобождаването на Свети Петър (Карачоло)“, картина, Батистело Карачоло
8. „Преместването на Христос (Джордано)“, картина, Лука Джордано
9. „Свети Петър възкресява Тавита (Сантафеде)“, картина, Фабрицио Сантафеде
10. „Седемте милосърдни дела“, картина, Караваджо
11. „Добрият самарянин“, картина, Джован Винченцо да Форли
12. „Христос в къщата на Марта и Мария (Сантафеде)“, картина, Фабрицио Сантафеде
13. „Свети Павел освобождава роба (Азолино)“, картина, Джовани Бернардино Азолино
14. Стълбище към горните етажи на комплекса
15. „Давид“, статуя, Андреа Фалконе
16. Вътрешен двор